# Heorhiivka, Șpola
Heorhiivka (în ucraineană Георгіївка) este un sat în comuna Iskrene din raionul Șpola, regiunea Cerkasî, Ucraina.

## Demografie
Componența lingvistică a localității Heorhiivka
     Ucraineană (100%)
Conform recensământului din 2001, toată populația localității Heorhiivka era vorbitoare de ucraineană (100%).